# Christian Friedrich Georg Berwald
Christian Friedrich Georg Berwald (getauft am 16. August 1740 in Hohenaspe; † 23. Februar 1825 in Stockholm) war ein schwedischer Geiger und Musikpädagoge.

## Leben und Wirken
Der Sohn Johann Friedrich Berwalds hatte Violinunterricht u. a. bei Franz Benda. Er lebte ab 1772 in Stockholm und war dort von 1773 bis 1806 Violinist in der Königlichen Hofkapelle. Daneben wirkte er als Lehrer und richtete eine musikalische Leihbibliothek ein. Er ist der Vater des schwedischen Geigers und Komponisten Franz Adolf Berwald.